# Аеродром Луксембург
Међународни аеродром Луксембург-Финдел (IATA: LUX, ICAO: ELLX) (лукс. Fluchhafe Lëtzebuerg-Findel) је аеродром која обслужује Луксембург. Аеродром је удаљен 6 km од центра Града Луксембурга.
На аеродром се налази две терминале коју само служује међународни летове. Луксер и Карголукс су базирани на аеродрому.